# جونگ چان سونگ
جونگ چان سونگ (کره‌ای: 정찬성؛ زادهٔ ۱۷ مارس ۱۹۸۷) جودوکار، ورزشکار هنرهای رزمی ترکیبی و تکواندوکار اهل کره جنوبی است. وی از سال ۲۰۰۷ میلادی تاکنون مشغول فعالیت بوده‌است.